# プレイやん
プレイやんは、任天堂より発売されていたSDメモリー対応デジタルオーディオプレーヤー（オーディオ、動画プレイヤー）。ゲームボーイアドバンスSP・ゲームボーイミクロ・ニンテンドーDS・ニンテンドーDS Liteと組み合わせて使う。後継機種であるPLAY-YAN microについてもあわせて述べる。

## 概要

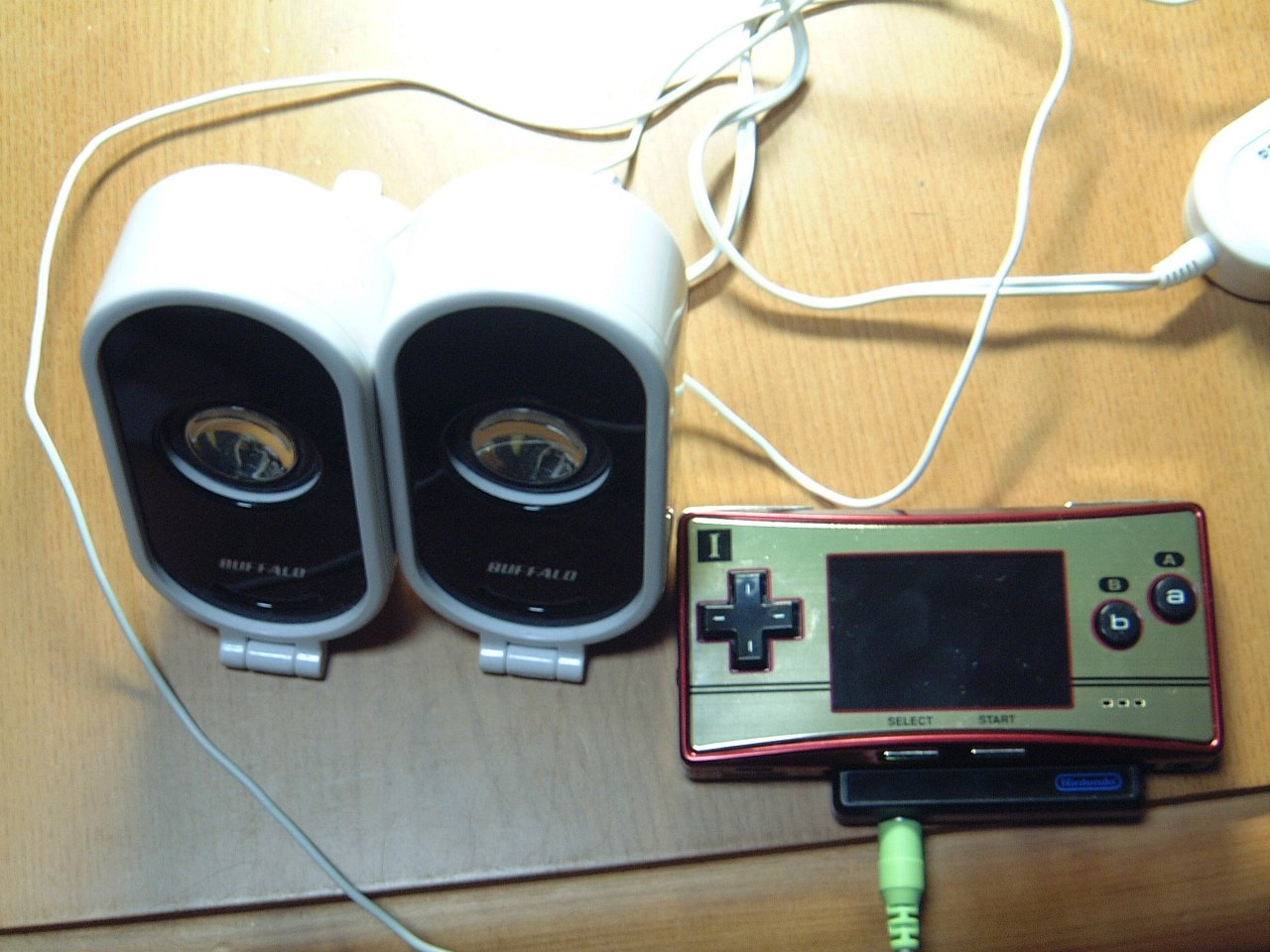
プレイやんの接続例
写真はスピーカーに接続した状態

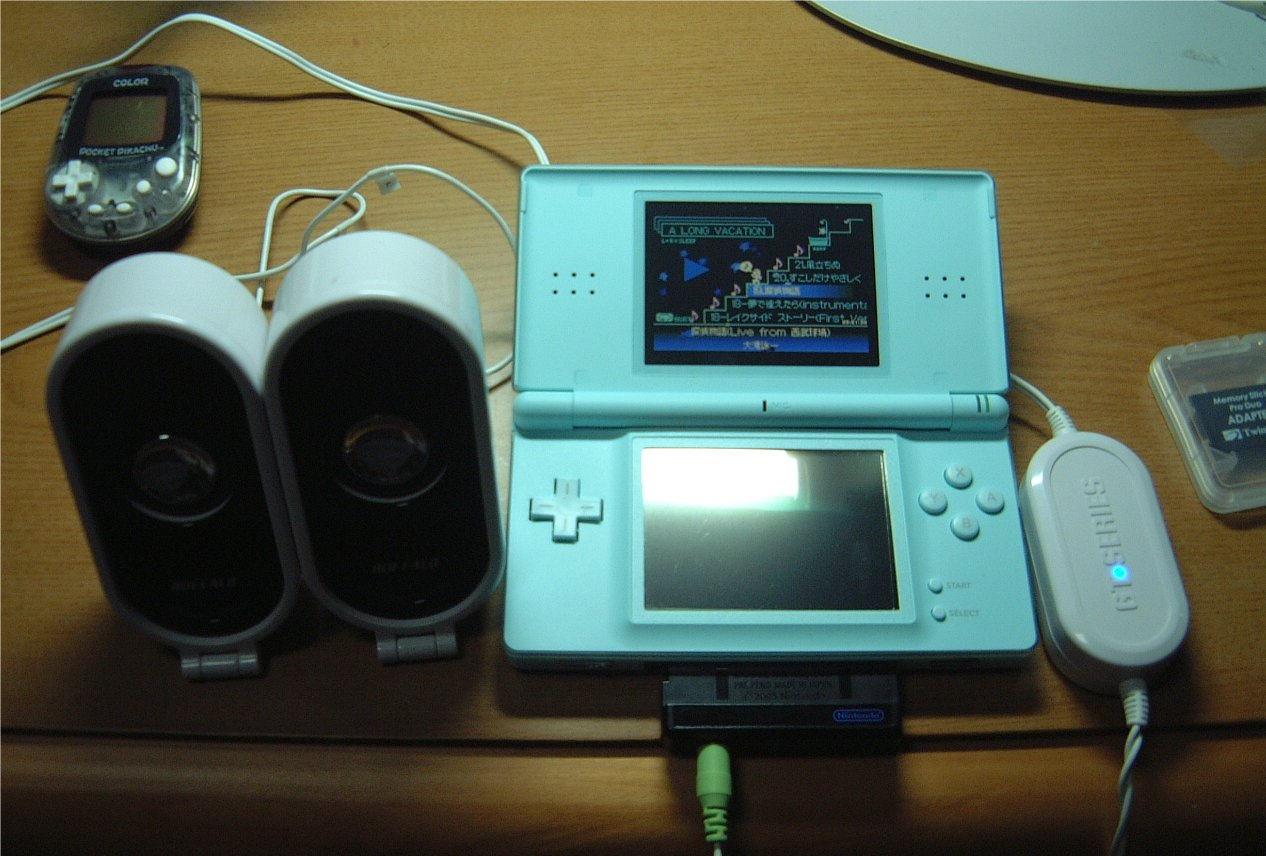
ニンテンドーDS Liteとの接続
ハード仕様の関係で3cmほどはみ出す

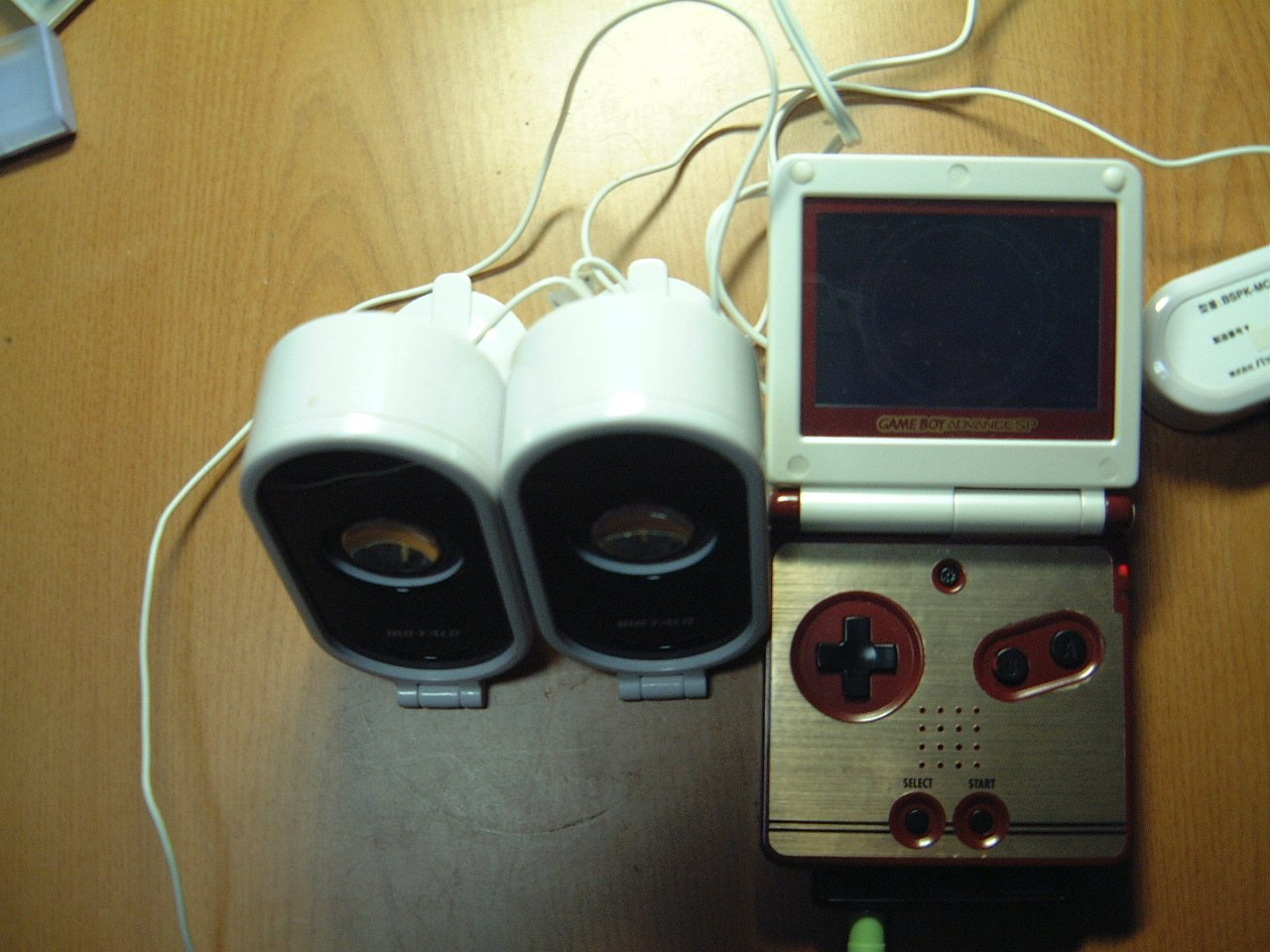
プレイやんとゲームボーイアドバンスSPを接続した状態

### 共通仕様
標準では動画や音楽再生機能を搭載していない上記の機種を携帯音楽プレイヤーにすることができる。
MP3や動画（ASF、MP4をサポート）の再生が可能。ゲームボーイアドバンスでは、起動はするがバッテリー性能が乏しいため、公式には使用不可としている。上記で動作保証しているハードとは違い、乾電池駆動であることが理由として推測される。また、ゲームボーイプレーヤーでも使用はできるが、公式には使用不可となっている。
SDメモリーカードを挿入したカートリッジ本体をゲーム機本体に差し込んで使用するが、カートリッジが通常のものより大きいため本体から少し飛び出す形になる（特にDS Liteではもともと本体が通常のカートリッジでも少し飛び出す仕様のため、飛び出し方が大きい）。
なお、2ギガバイト（GB）のSDメモリーカードの動作保証はATP製のみの対応となっており、その他のものはほとんど1GBまでの対応と推測される。2006年10月3日のATP製SDメモリーカード側ファームウェア更新により、2GBのものは利用不可となったが、それ以前のものは利用可能。他に、一部動作未確認・使用不可のSDカードがあり、任天堂のホームページで動作確認済みカードのリストが掲載されている。
SDHC規格のカードも使用不可。miniSDカードやmicroSDカードに対してはアダプタの装着によって一部動作が確認されている。こちらも基本的に1GBまでの対応である。
MP3ファイルは低ビットレートのものは認識せず、仕様上は32kbps以上でエンコードする必要がある。ただし、エンコーダーによってはより高ビットレートでのエンコードが必要となる場合もある。無圧縮zipやtarでアーカイブしたファイルも、拡張子をmp3にすれば再生できる。
パッケージはプレイやん・PLAY-YAN micro本体のみのものと、ASFファイルを作成するためのWindows向けソフトウェア（「MediaStage Ver.4.2 for Nintendo」）をセットにしたものと2種類がある。MP3とMP4を作成するソフトは同梱されず、ユーザーがパソコン等を用いて自力で作成する必要がある。作成方法もマニュアルに掲載されていない。対応ゲーム機の所有者に多い初心者や子供にはややハードルが高く、本製品が店頭販売されずに通信販売限定とされている理由の一つとされている。反面、ファイルの転送には特別な転送ソフトや設定は必要とされず、カードリーダーなどを介して単にコピーするだけで使える。
再生順は、MP3ファイルについては文字コード順である。任意の曲順にしたい場合は、ファイル名を再生したい順に連番（例えば「01.mp3」など）とするか、ファイル名に曲名を入れたい場合は頭に数字を入れる（例えば「1.楽曲A」「2.楽曲B」など）などする必要がある。映像ファイルは基本的に書き込んだ順番になる。

### プレイやん
2005年2月21日発売、同年9月11日販売終了。キャッチコピーは「ムービーとおんがくに...」。
- MP4は新機能追加ファイル（任天堂のプレイやんのサイトでダウンロード可能）をSDカード上に保存しておくことにより再生可能となる[3]。
- ミニゲームを遊べる機能が搭載されており、SDカードに任天堂のホームページからソフトをダウンロードすると楽しむことができる。また、かつてはクラブニンテンドーオリジナルのミニゲームもあった。現在はプレイやんミニゲームページ内にて配布中。

### PLAY-YAN micro
2005年9月13日よりゲームボーイミクロの発売に合わせて発売。2008年5月11日販売終了。
- 画面デザイン・操作を一新。ミニゲームの再生機能が削除された[5]。
- 新機能追加ファイル無しでMP4動画の再生ができるようになった。
- キーファイルにより起動時設定を記憶しておけるようになったほか、マリオのインターフェイスに変更できる。
- 動画再生において、全てのファイルの連続再生やループ再生ができる様になった。

## 仕様
- 再生フォーマット
  - みる：ASF、MP4（プレイやんでは、MP4は機能追加ファイルがSDカード上にある場合のみ対応）
  - きく：MP3（対応ビットレート 32kbps～320kbps）
- 電源：ゲーム機本体から供給
- 再生モード
  - みる：ファイルごとに個別再生
  - きく：フォルダ内をファイル名順に連続再生（リピートまたは1回再生）、フォルダ内ランダム、1曲リピート
- 表示言語：日本語
- イコライザー：BASS（5段階・「きく」モードのみ）
- 記録媒体：SDカード（1GBまで対応、ATP製の一部製品は2GBまで。SDHC規格は不可）
  - miniSD、microSDカードはアダプタにより対応（メーカー非保証）
- 出力端子：ヘッドホン端子（φ3.5mmステレオミニジャック）
  - ゲーム機本体のスピーカ及びヘッドホン端子からも出力可能だが、音質は劣る。

## 販売
- 初代プレイやんは任天堂ホームページ、カノープスダイレクトショップのみでの販売。PLAY-YAN microでは、それに加えて一般のオンラインショップでも販売されるようになっていた。なお、店頭では販売されなかった。
- 初代プレイやんの発売日（初回分発送日）直後、ハードウェアの設計ミスにより音声出力の左右が入れ替わっていることが発覚した。ネット直販限定商品だったため、すぐに購入者全員に連絡メールが行き渡り、交換対応がなされた。その際もう一枚クラブニンテンドーポイントが配られたが、同一商品1会員1登録の制限により重複登録はできない。
- ASFへの変換をサポートした「MediaStage Ver.4.2 for Nintendo」を付属したセットも販売されている。

## 海外製品
Nintendo MP3 Player
2006年12月8日にヨーロッパで発売。機能的にはPLAY-YAN microに近いが、MP3のみに対応し、ムービー再生機能はない。
iQue MP4 影音播放君
2005年末に神游科技が中国で発売。機能はプレイやんと同等でMP3およびムービー再生ができた。中国語のファイル名に対応しておらず文字化けする不具合があった。

## キャラクター
- 「プレイやん」には、ソフト画面や公式サイトに登場する、ドットでできたキャラクターが存在する。「PLAY-YAN micro」には登場しないが、2006年8月に発売された『リズム天国』に収録されている「ナイトウォーク」・「ナイトウォーク2」のプレーキャラとして復活した。同ゲームではキャラ名も「プレイやん」とされている。その後、『リズム天国 ザ・ベスト+』で「ナイトウォーク」が再録されたとき再登場した。また、2011年2月発売のニンテンドー3DSにプリインストールされているニンテンドー3DSサウンドの、音楽再生中の画面表示（ビジュアライザー）の1パターンとして選択できる。
- 「PLAY-YAN micro」のキャラクターは、標準ではピクトグラムである。マリオへ変更するには、キーファイルをパソコン等で編集し、SDメモリカードに保存しておく必要がある。

## ソフト対応表
| ゲームボーイアドバンス                                           | × |
| ゲームボーイアドバンスSP                                         | ○ |
| ゲームボーイプレーヤー （「Q」専用ゲームボーイプレーヤーを含む） | × |
| ゲームボーイミクロ                                               | ○ |
| ニンテンドーDS ニンテンドーDS Lite                               | ○ |

【記号凡例】
- ○：対応
- ×：非対応